# Erwin Geschonneck
Erwin Geschonneck (27 décembre 1906 – 12 mars 2008) est un acteur est-allemand puis allemand.
Ses plus grands succès eurent lieu en RDA où il était considéré comme un des plus célèbres acteurs de son époque.

## Biographie

### Jeunesse
Geschonneck est né à Bartenstein, Prusse-Orientale, fils d'un pauvre cordonnier. Sa famille emménage à Berlin en 1909 où son père trouve un travail de veilleur de nuit. En 1919, le jeune Geschonneck rejoint le Parti communiste d'Allemagne. Après l'arrivée des nationaux-socialistes au pouvoir en 1933, il émigre en Union soviétique via la Pologne, mais en fut expulsé en 1938 et s'installe à Prague. Après l'occupation allemande de la Bohème et de la Moravie, il est arrêté le 31 mars 1939. Pendant la guerre, il est emprisonné dans différents camps de concentration. En 1945, Geschonneck fut un des quelque 350 déportés qui survécurent au naufrage du Cap Arcona causé par la RAF.

### Carrière

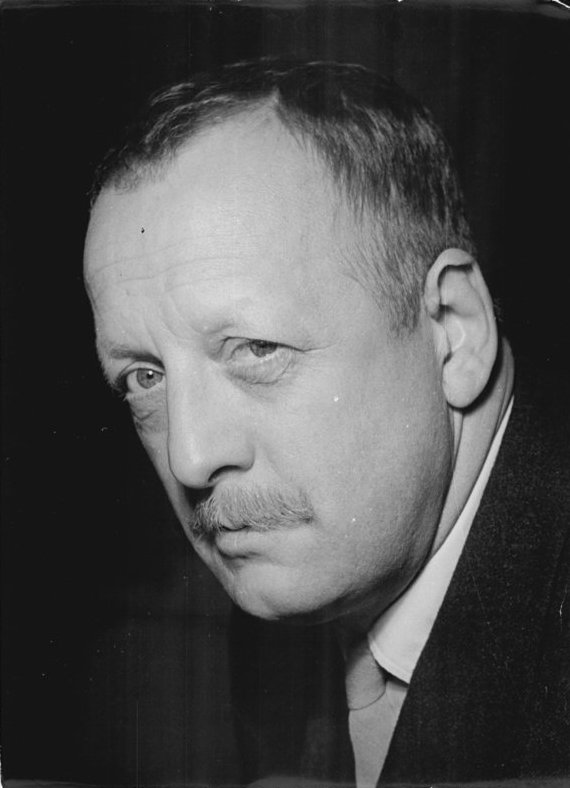
Geschonneck par Eva Kemlein.

Immédiatement après la guerre, Geschonneck joua dans des théâtres de Hambourg et fit ses débuts au cinéma en 1947 dans le film In jenen Tagen (de). Il déménagea ultérieurement en Allemagne de l'Est, travaillant avec Bertolt Brecht et devint un acteur à succès. 
Le film allemand Jacob le menteur de Frank Beyer fut nommé pour le Meilleur film étranger aux Academy Awards en 1975 - unique nomination pour la R.D.A. 
Son dernier film tourné en 1995 pour la chaîne de télévision ARD fut Matulla und Busch, où il jouait au côté de l'acteur chevronné Fred Delmare. Son fils, Matti Geschonneck le dirigeait. 
En décembre 2006, il devint centenaire.

### Décès
Erwin Geschonneck est décédé à Berlin le 12 mars 2008 à l'âge de 101 ans. Il est enterré au cimetière de Dorotheenstadt de Berlin.

## Filmographie

### Cinéma
- 1932 : Ventres glacés : Arbeitersportler (non crédité)
- 1947 : Seven Journeys : Schmitt / 6. Geschichte
- 1948 : Finale : Wilke
- 1949 : Der Biberpelz : Motes
- 1949 : Die letzte Nacht : Oskar, Fahrer
- 1949 : Liebe 47 : Kriminalbeamter
- 1950 : Das kalte Herz : Holländer-Michel
- 1950 : Hafenmelodie : Emil
- 1951 : La Hache de Wandsbek (de) : Albert Teetjen
- 1952 : Schatten über den Inseln : Dr. Sten Horn
- 1953 : Die Unbesiegbaren : Wilhelm Liebknecht
- 1954 : Alarm at the Circus : Klott
- 1956 : Le capitaine de Cologne : Hans Karjanke
- 1956 : Les aventures de Till L'Espiègle : Bras d'Acier
- 1957 : Castles and Cottages : Bröker
- 1957 : Katzgraben : Großmann, ein Großbauer
- 1958 : Der Lotterieschwede : Johan Jönsson
- 1958 : Geschichte vom armen Hassan : Machmud
- 1959 : SAS 181 antwortet nicht
- 1960 : Fünf Patronenhülsen : Kommissar Wittig
- 1960 : Leute mit Flügeln : Bartuscheck
- 1960 : Musterknaben : Arthur Wedel
- 1961 : Gewissen in Aufruhr : Oberst Joachim Ebershagen / Joachim Ebershagen
- 1962 : Ach, du fröhliche : Walter Lörke
- 1962 : Wind von vorn : Schorsch
- 1963 : Carbure et oseille (Karbid und Sauerampfer) : Kalle
- 1963 : Nu parmi les loups : Walter Kraemer
- 1965 : Berlin um die Ecke : Paul Krautmann
- 1965 : Tiefe Furchen : Roter Schuster
- 1967 : A Lord of Alexander Square : Ewald Honig
- 1967 : Die Fahne von Kriwoj Rog : Otto Brosowski Sr.
- 1967 : Geschichten jener Nacht : Willi Lenz (segment "Der grosse und der kleine Willi")
- 1970 : Jeder stirbt für sich allein : Otto Quangel
- 1970 : Wir kaufen eine Feuerwehr : Herr Clasen
- 1972 : Chercheurs de soleil : Jupp König
- 1972 : Das Geheimnis der Anden : Don Pineto / Prof. Binder
- 1972 : Täter unbekannt : Oberleutnant Reichenbach
- 1973 : Tüzoltó utca 25. : Szentiványi (en tant que Emil Geschonnek)
- 1974 : Der Untergang der Emma : Fährmann Kluge
- 1974 : Jacob le menteur (Jakob, der Lügner)  : Kowalski
- 1975 : Un banquet pour Achille (Bankett für Achilles) : Maître Achille
- 1975 : Looping : Bienes Vater
- 1976 : Das Licht auf dem Galgen : Bering
- 1977 : Tambari : Luden Dassow
- 1978 : Anton the Magician : Vater Grubske
- 1979 : Abschied vom Frieden : Prof. Dr. Friedrich Rankl#2
- 1979 : Das Ding im Schloß : Prof. Bunzberger
- 1980 : Circus Maximus : Szakállas
- 1980 : Levins Mühle : Johann
- 1981 : Asta, mein Engelchen : Otto Gratzick / Hermann Gschwinder
- 1986 : Wie die Alten sungen... : Walter Lörke
- 1988 : Mensch, mein Papa...! : Erich Zarling

### Courts métrages
- 1955 : Das Stacheltier - Das Haushaltswunder
- 1955 : Das Stacheltier - Es geht um die Wurst
- 1955 : Mère Courage (Mutter Courage und ihre Kinder) de Wolfgang Staudte : le prédicateur de campagne (de) (long métrage inabouti)
- 1959 : Das Stacheltier - Herzlichen Glückwunsch: 10 Jahre DDR
- 1978 : Die Entdeckung

### Télévision

#### Séries télévisées
- 1974 : Police 110 : Prof. Wolf Harms
- 1979 : Rentner haben niemals Zeit : Eduard Pappke
- 2002 : Das Jahrhundert des Theaters : Lui-même

#### Téléfilms
- 1953 : Les Fusils de la mère Carrar : Pedro
- 1957 : Herr Puntila und sein Knecht Matti : Puntila
- 1963 : Der Andere neben dir : Prof. Marschner
- 1964 : Asphalt-Story : Robby Assmann
- 1966 : Die Ermittlung - Oratorium in 11 Gesängen : Zeuge 9
- 1972 : Anfang am Ende der Welt
- 1974 : Ein Freudenfeuer für den Bischof : Codger
- 1975 : Ein Feigenblatt für Kuhle Wampe oder Wem gehört die Welt?
- 1975 : Im Schlaraffenland : James Luis Türkheimer
- 1976 : Die Insel der Silberreiher : Oberst von Bülow
- 1976 : Ein Wigwam für die Störche : Opa Fritz
- 1976 : Ein altes Modell : Bruno Nakonz
- 1977 : Die Millionen des Knut Brümmer : Knut Brümmer
- 1978 : Des kleinen Lokführers große Fahrt : Großvater
- 1979 : Herbstzeit : Paul Wositschka
- 1979 : Plantagenstraße 19 : Richard Matuschke
- 1979 : Verlobung in Hullerbusch : Ernst / Walter Wagemühl
- 1980 : Friedhelms Geburtstag und andere Geschichten
- 1981 : Meschkas Enkel : Meschka
- 1981 : Morgens in der Kneipe
- 1982 : Benno macht Geschichten : Oskar Schrader
- 1982 : Das Graupenschloß : Waldemar
- 1982 : Der Mann von der Cap Arcona : Erwin Gregorek
- 1995 : Matulla und Busch : Matulla